# Brucio nel vento
Brucio nel vento è un film del 2002 diretto da Silvio Soldini, tratto liberamente dal romanzo Ieri, della scrittrice di origini ungheresi Ágota Kristóf.

## Trama
Tobias Horvath è nato in un villaggio senza nome e senza importanza in Europa orientale, figlio di una prostituta, da ragazzino, dopo aver scoperto che uno degli ospiti della casa della madre era suo padre, lo aveva accoltellato alla schiena ed era fuggito. Vive da sempre come immigrato nella Svizzera francese e da dieci anni è operaio in una fabbrica di orologi, dalla vita abitudinaria e piuttosto grigia. Un giorno arriva nella fabbrica una nuova operaia: è Line che non può riconoscerlo ma a cui ben presto lui si rivela. 

## Critica
"Il film letterario, percorso dal vento dell'inquietudine, fotografato meravigliosamente da Luca Bigazzi e ben recitato da due attori di Praga, più ancora che nella narrazione della storia d'amore è straordinario nel racconto dell'esistenza quotidiana dei protagonisti, delle loro giornate faticose e sempre uguali fatte di gesti e percorsi sempre identici, delle luci nebbiose dell'alba, degli autobus ove si viene folgorati dal sonno, della 'corsa idiota' della vita riscattabile soltanto dalla passione e dall'arte". 
(Lietta Tornabuoni, La Stampa, 18 gennaio 2002)
"(...) Anziché scivolare sul piano inclinato della tragedia o quantomeno dell'indifferenza, nel film il loro amore impossibile vira verso un'improbabile 'happy end', servito da immagini preziose ma fredde, esteriori, letterarie. Come se Soldini, intimorito dai suoi stessi personaggi, ne avesse limato gli spigoli fino a svuotarli. E poi, insieme all'impasto linguistico,la versione doppiata cancella lo sradicamento, il clima di violenza in cui vivono i protagonisti. È vero che Soldini riconosce come 'sua' solo quella sottotitolata. Ma quanti la vedranno?". 
(Fabio Ferzetti, Il Messaggero, 18 gennaio 2002)

## Riconoscimenti
- 2002 - David di Donatello
  - Candidatura Miglior film
  - Candidatura Miglior regista a Silvio Soldini
  - Candidatura Migliore sceneggiatura a  Doriana Leondeff e Silvio Soldini
  - Candidatura Miglior produttore a Lionello Cerri, Luigi Musini, RAI Cinema, VegaFilm
  - Candidatura Miglior fotografia a Luca Bigazzi
  - Candidatura Miglior colonna sonora a Giovanni Venosta
  - Candidatura Miglior montaggio a Carlotta Cristiani
- 2002 - Nastro d'argento
  - Migliore fotografia a Luca Bigazzi
  - Candidatura Regista del miglior film a Silvio Soldini
  - Candidatura Miglior produttore  a Lionello Cerri, Luigi Musini, RAI Cinema, VegaFilm
  - Candidatura Migliori costumi a Silvia Nebiolo
- 2001 - Globo d'oro
  - Miglior fotografia a Luca Bigazzi
  - Candidatura Miglior film a Silvio Soldini
  - Candidatura Miglior musica a Giovanni Venosta
- 2002 - European Film Award
  - Candidatura Miglior regista a Silvio Soldini
- 2002 - Berlinale
  - Candidatura Orso d'oro a Silvio Soldini
- 2002 - Ciak d'oro
  - Candidatura Migliore sceneggiatura a  Doriana Leondeff e Silvio Soldini